# Bármicvó (film)
A Bármicvó (eredeti cím: Keeping Up with the Steins) 2006-ban bemutatott amerikai filmvígjáték, melyet Scott Marshall rendezett. A főbb szerepekben Garry Marshall (a rendező édesapja), Jeremy Piven, Jami Gertz és Daryl Hannah látható. 
Az Amerikai Egyesült Államokban 2006. május 12-én, Magyarországon 2007. március 23-án mutatták be.

## Rövid történet
Egy 13 éves fiú a közelgő bar-micvóját használja fel arra, hogy kibékítse az apja és nagyapja közötti feszült viszonyt.

## Cselekmény
Benjamin Fiedler Adam és Joanne Fiedler zsidó házaspár tizenhárom éves fia. Miután részt vett Arnie Stein fiának bonyolult bar-micvó partiján - amelyet egy tengerjáró hajón tartottak, az elsüllyedt Titanic témával - Benjamin szülei úgy döntenek, hogy mindent beleadnak a bármicvójába.
Az eredeti terv az, hogy kibérelik a Dodger Stadiont a bármicvó partira, filmsztárokkal és mindennel együtt. Adam még Neil Diamondot is lefoglalja, hogy énekelje el az amerikai himnuszt.
Benjamin azonban ezt nem akarja végigcsinálni, mivel még a haftóra szavait sem érti, amit a bármicvó szertartás részeként fel kell olvasnia. Hogy megpróbálja elodázni a tervezést, titokban meghívja nagyapját, Irwint, aki most egy indián rezervátumban él egy New Age nővel, akit Szent Tollnak hívnak. Amikor Benjamin nagyapja megérkezik, az gátat vet a tervezésnek - mivel Irwin összeveszett a fiával, Adammel, egyrészt azért, mert elhagyta Adamet, amikor az tinédzser volt, másrészt Adam saját megalázó bármicvója miatt. Irwinnek valahogyan meg kell oldania, hogy kibéküljön a fiával, miközben segít az unokájának megbirkózni azzal a kérdéssel, hogy mit jelent „férfi”-nak lenni.
Most, hogy a bármicvóját nem úgy értékeli, mint ürügyet egy bulira, hanem inkább mint a zsidó életének egy rítusát, Benjamin összeszedi a bátorságát, és megmondja a szüleinek, hogy fújják le a tervezett, túlzásba vitt bulit. Miután nagyon jól teljesít a szertartáson, a buli csak egy laza hátsó udvari mulatság lesz ebéddel, klezmer zenekarral (vendégsztár énekessel és gitárossal, mivel Adam nem tudta lemondani Neil Diamondot) sok családtaggal és baráttal.

## Szereplők
- Daryl Sabara – Benjamin Fiedler
- Jami Gertz – Joanne Fiedler, Ben anyja
- Jeremy Piven – Adam Fiedler, Ben apja
- Larry Miller – Arnie Stein
- Sandra Taylor – Raylene Stein
- Carter Jenkins – Zachary Stein
- Miranda Cosgrove – Karen Sussman
- Britt Robertson – Ashley Grunwald
- Cheryl Hines – Casey Nudelman
- Garry Marshall – Irwin Fiedler
- Daryl Hannah – Sandy Frost / Szent Toll
- Doris Roberts – Rose Fiedler
- Marc John Jefferies – Tim
- Richard Benjamin – Schulberg rabbi
- DJ Quik – önmaga
- Neil Diamond – önmaga

## Fogadtatás
A film 36%-os értékelést kapott a Rotten Tomatoes-on, 83 vélemény alapján. A konszenzus szerint: „A Bármicvó egyike azoknak a vígjátékoknak, amelyek inkább hasonlítanak egy giccses sitcomra, mint egy mozifilmre.”

## Fordítás
- Ez a szócikk részben vagy egészben  a   Keeping Up with the Steins című angol Wikipédia-szócikk fordításán alapul.  Az eredeti cikk szerkesztőit annak laptörténete sorolja fel. Ez a jelzés csupán a megfogalmazás eredetét és a szerzői jogokat jelzi, nem szolgál a cikkben szereplő információk forrásmegjelöléseként.